# アメリカ合衆国の経済

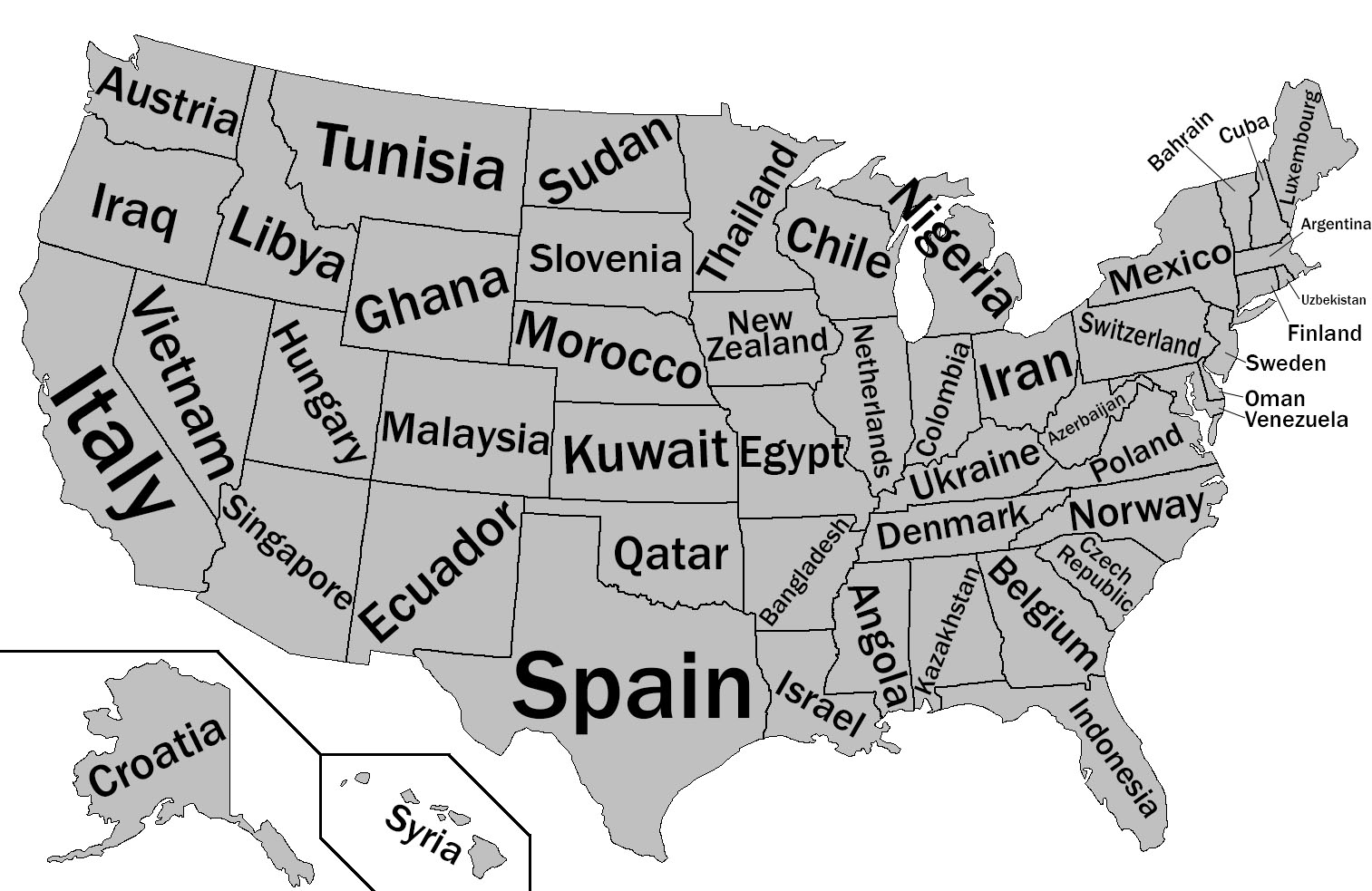
2012年におけるアメリカの各州と他国とのGDPのおおよその比較

アメリカ合衆国の経済（あめりかがっしゅうこくのけいざい、英: Economy of the United States）は、米国の経済データ、特徴、歴史について詳しく解説する。
米国は北アメリカに位置する高度に発展した経済大国であり、名目総GDPでは世界最大、PPP（購買力平価）では中国に次ぐ世界第2位の規模を誇る。2024年時点で、1人当たり名目GDPは世界6位、購買力平価は世界8位となっている。2017年以降は安定した繁栄期に入り、活発な資本投下、低いインフレ率、堅調な金融市場の3つが経済成長を支えている。
現在は民主国家、西洋諸国、資本主義国を代表する存在であり、混合経済体制を採用している。1890年以降、約130年にわたり世界最大の経済大国としての地位を維持し続け、その動向は国際経済のみならず、国際政治や国際戦争にも多大な影響を及ぼしている。

## 概要

### 貿易
2016年以降、米国は世界最大の石油・ガス生産国とされる。また、世界全体の総貿易量の約1/8を占めている。原油をはじめ、自動車、衣類、電子機器などの工業製品を大量に輸入する一方、穀物、食料品、情報機器、ソフトウェア、映画、物流、金融サービスなどを輸出している。世界最大の輸入国である一方、中国に次ぐ世界第2位の輸出国でもあり、2023年時点のGDPで世界計の約26%を占めている。
2017年に始まった第1次トランプ政権の「アメリカ・ファースト」や北米重視の方針の影響で、2025年現在、米国の最大の貿易相手国はカナダとなり、次いでメキシコが続いている。その後は、中国、日本、ドイツ、韓国、イギリス、フランス、インド、台湾、イタリア、スイス、オランダ、ブラジル、アイルランドの順となっている。
一般的なイメージとは異なり、米国政府は自由貿易にそれほど拘っておらず、カナダ、メキシコ、韓国、オーストラリア、イスラエルの5カ国としか自由貿易協定を結んでおらず、それ以外の国々とは完全な自由貿易を行っていない。

### 金融
「アメリカ合衆国ドル」は国際取引において最も広く使用される通貨であり、世界の基軸通貨としての役割も担っている。米ドルを支えるため、米国の国債やペトロドルシステム、ユーロとのリンク規制は、世界でも最も厳格に運用されている。その結果、幾つかの国は独自の通貨を発行できず、米国の経済力に依存して米ドルを使用し、経済の安定を図る。
世界最大の金保有国であり、国内の銀行には8000トン以上の黄金が保管されている。米国が保有する「ニューヨーク証券取引所」と「NASDAQ」は、時価総額・取引量ともに世界最大の株式市場である。 2022年12月時点で、アメリカの商業銀行群は合計22.9兆ドルの資産を保有し、グローバル資産管理総額は30兆米ドルを超えていた。
ベンチャーキャピタル投資において2014年以降世界1位となり 、ハイテク製品の輸出額は世界第4位であり、特許申請の件数では世界第2位となっている。また、『ビジネスのしやすさ指数』や『世界競争力報告書』などの調査では、アメリカは1900年代以降、常に世界トップクラスの評価を受けている。一時期、中華人民共和国に抜かれたものの、2021年以降は再び世界最大の消費市場の座を取り戻している。その強力な消費市場と貿易市場に着目し、世界の500大企業のうち121社が米国に本社を構えている。

### 経済地位
1890年代に第二次産業革命を完成したあと、米国は大英帝国、ソ連、西ドイツ、バブル景気時の日本、2010年代の中国など、さまざまな競争相手を経済規模で上回るようになった。
第二次世界大戦後、アメリカは欧州連盟・日本・南米に比べて安定した経済体制を築き上げ、失業率やインフレ率は非常に低い水準で推移している。2022年には、平均世帯収入および従業員収入がOECD加盟国の中で6番目に高く、2021年の「世帯の中央値収入」は世界最高額を記録した。また、消費者支出はGDP全体の58%を占め、労働者所得シェアは44%に達している。
国内市場は世界最大であるだけでなく、サービス関連の貿易も世界全体の半分以上を占め、2018年には年間総貿易額が4.2兆ドルに達した。2008年のギリシャ経済危機の際には経済が大幅に落ち込んだが、オバマ政権下の米国議会は同年に『米国再投資・回復法』（American Recovery and Reinvestment Act）を成立させ、その後、2019年7月以降には景気回復が進んでいた。
経済学の分野では、世界最多のノーベル賞受賞者を輩出し、GDPの約3.46%を経済学研究に投じていて、研究開発資金でも世界最大を誇る。表面的には赤字が黒字を大きく上回るが、実際にはアジア諸国や欧州諸国から資本報酬と金融収支を回収しており、事実上は赤字問題を抱えていない。また、アメリカ国民は決して貧困状態にあるわけでは無いが、世界で最も多くの億万長者を抱え、その総資産は3兆ドルに達しているため、「統計上の所得格差」は非常に大きいように見える。

### 特徴と強み
五つあり、これらはアメリカ特有の社会的環境や価値観と深く結びついている。
- 一つ目は、大量の天然資源、広大な土地、適度な人口密度、健全な法体系、全国統一の交通インフラ、高い生産性など、全ての要素が揃っている点である[56]。
- 二つ目は、常に外国の優れた点を観察し、それを取り入れようとする姿勢と、常に国内の問題を反省し、解決しようとする姿勢がみられる。
米国の『新聞法』には、「本国の政治・経済・文化について過剰にポジティブな報道をしてはいけない[57]」と明記されており、これはアメリカ人がニュースやテレビ番組、ネット動画で愛国主義的な思想に煽られ、傲慢になり進歩を止めてしまうのを防ぐためである[58][59]。また、敵対国の優れた点を学ぶためでもある[60][61][62][63]。アメリカ国会や州議会はメディアがまとめた解決策に実際に耳を傾け、実用性があれば、すぐに地方の法律に反映させている[64][65][66][67][68]。
- 三つ目は、職場での快適さが高く、従業員を守る社会保障制度と労働組合が整備されている点である。
社会保障にかける費用は総GDPの約26%を占めており[69]、労働組合・学校・メディアは常に就職保障や合理的配慮、労働者健康、職場民主、ストライキなどの概念を国民に訴え、州政府や民間組織は職場いじめ[70]やパワハラに遭った従業員を積極的に支援している[71][72][73][74]。また、人間への負担を減らすため、肉体労働を避け、機械やパソコン、AI（人工知能）などを活用して効率よく作業を進めるよう努めている[75][76]。
- 四つ目は、労働市場の流動性が高く、才能や理想を持つ人々にとって働きやすい環境が整っている点である。
アメリカの従業員は、1つの会社に長期間とどまることが少なく、より良い給与を求めて頻繁に転職を繰り返す。理想の職に就いた後は、通常の従業員よりも何倍も高品質な商品やサービスを提供できることが多い[77][78]。一方で、アメリカの企業は、野心的で自己アピールが得意な人を優先して採用する傾向があり、その代わりに社員にはほとんど残業をさせず、休憩時間や基本的なニーズを大切にしている[79][80][81][82]。
- 五つ目は、世界中から富裕層や高学歴の移民を積極的に受け入れる点である[83]。
若い世代にとって魅力的な「言論の自由と個人主義が根付いた社会環境」を求めて、多くの移民がアメリカに渡り、企業にとっては労働力の確保がしやすく、高齢化社会による問題も比較的少ない状況である[84][85][86]。移民がもたらす住宅やインフラ、交通手段、発電、飲料水、食料、通信、娯楽などの需要は続いていて、それが労働市場における良循環を生み出す[87][88][89][90]。また、不法移民に対する取り締まり強化のため、警察や監視カメラ、防犯設備が増強される一方で、不法移民の社会適応を支援するための教育機関や教会、サポートグループ、コミュニティセンターも設立され、現地の一連のビジネスチェーンの活性化を促している[91][92][93]。

### 課題
米国経済は世界最強を誇るものの、その中身は完璧では無く、いくつかの深刻な課題を抱えている。以下にその主な課題を挙げる：
1. インフラの老朽化
  - アメリカの交通関連インフラ（道路、橋、鉄道など）の多くは200年以上前に建設され、日本史で言うところの江戸時代後期にあたる時期のものである。これらは建国初期のアメリカに大きな経済効果をもたらしたが、現在では老朽化の課題が深刻になっている[94][95]。
  - たとえば、日本は1970年代にはすでに全国的な新幹線網を整備していたのに対し、アメリカは2020年代になっても全国規模の新幹線や高速鉄道を持っていない。
  - 2021年のバイデン政権は全米でインフラ投資を進めているが[96][97][98]、2025年に発足する第2次トランプ政権がその計画を凍結・変更する可能性があり[99][100][101]、今後の全米インフラ改善がどうなるかはやや不透明である。
2. 高い医療費と大学学費
  - アメリカは医療技術において世界をリードしているものの、その費用は非常に高額であり、「医療破産[102][103]」（en:Medical debt）という専門用語が生まれるほど、医療費に困窮する人々が少なくない。米国国民は健康を維持するために、自己負担で毎週トレーニングやアウトドアスポーツを行う必要が増えた。
  - これを解決するために、2013年のオバマ政権下で米国初の国民皆保険制度「オバマケア[104]」が成立したが、反対勢力の抵抗により完全には実現できなかった[105][106]。
  - また、小中高の学費は万人平等と多元論の影響を受けて比較的安価である一方[107][108]、大学の学費はエリート主義の影響を受けて高額化しており、大学卒業後に多額の学生ローンを抱える若者が増加している[109][110][111]。
3. 政治的対立をめぐる社会的分断
  - 民主党と共和党の対立はますます激化しており、大統領選挙が4年ごとに行われるたびに、政府の方針も大きく変わる[112][113]。そのため、米国政府は長期的な政策を打ち出すのが難しく、優れた政策が8年、16年と続く事は稀であり、このような政治の不安定さも経済に悪影響を及ぼしている。
  - 民主党支持の州（青州）では、黒人や女性、アメリカ先住民、同性愛者、障害児、動物福祉、ユダヤ人などに寛容な姿勢を見せている[114]。しかしこの良い環境を求めて、多くの不法移民が集まり、治安や税金に関する問題が増えているのが現状である[115][116]。
  - 共和党支持の州（赤州）では、移民に対して厳しい政策がとられ、キリスト教徒で銃を所持する健康な男性（特に白人の異性愛者）が優遇される傾向にある[117][118][119]。一方でこうした州では、白人の女性や健康に問題のある男性、銃を持たない男性、黒人、同性愛者、先住民、そのほかの人種や宗教の人々への差別が問題視されている[70]。

このように、米国では小金持ちになることは比較的容易であるが、「アメリカンドリーム」のような政治的宣伝が示す通り、貧困層の出身者たちが大富豪になるのは決して簡単な事ではない。

## 歴史

### 第一次世界大戦まで
現代アメリカ経済の系譜は植民地として始まった。
グレートブリテン王国（イギリス。以下英国と略）の植民地であったことから、対英貿易と農業が産業の軸であった。タバコ、コメ、染料などの輸出と引き換えに日用品や奢侈品が輸入された。フレンチ・インディアン戦争以後、英国本国からの課税問題からアメリカ独立戦争が発生すると、植民地経済は動揺した。戦後、独立したアメリカ経済はしばらく混乱で成長が頭打ちとなったが、やがて目覚しい発展を開始した。
アフリカから輸入される奴隷を使役し南部で綿花生産が発展した。これは、当時英国で緩やかに進んでいた産業革命の影響である。イギリスが次第に自由貿易体制を構築する中で、南部は繁栄を謳歌したが、工業化をすすめる北部は競争にさらされていた。このように、南北で貿易体制に関する利害が対立した結果、南北戦争が発生、結果的に経済力に勝る北部が勝利し、アメリカは保護貿易化を進めることになった。
19世紀末に、鉄道建設ブーム（鉄道狂時代）などを経てアメリカ工業は大いに成長した。産業は次第に大企業による独占色を強め、アメリカの民間投資を促進した。

### 第一次世界大戦と永遠の繁栄
1914年に第一次世界大戦が勃発すると、戦場にならなかったアメリカの工業は軍需景気に沸いた。莫大な物資輸出により19世紀末の鉄道ブーム時代から累積していた対外債務を一掃、世界最大の債権国へと転化した。
第一次世界大戦終結後、世界経済の中心は疲弊したヨーロッパからアメリカへと移った。また、国際金融の中心地だったロンドンも、その役割をニューヨーク市と分かつことになった。また、帰還兵による住宅建設ブームや大量消費の開始、自動車やラジオなどの新技術による製品需要の高まりなどを背景にアメリカ経済は躍進することになる。同じく大戦景気により成長した日本経済は同時期に反動不況に見舞われており、再建途上の欧州共々、世界経済はアメリカへの依存を強めた。1920年代のアメリカは狂騒の20年代と呼ばれる熱狂の時代であった。モータリゼーションのスタートにより郊外の都市化が進み「世界一の生活水準」とも言われた。娯楽やマスメディアの発達により大衆社会が形成された。一方で、第一次世界大戦により戦争が近代化されたため、軍馬の数が激減し農作物の需給がバランスを崩した。穀物価格は低迷し、旱魃なども重なったことから農産業は著しい不振に陥った。この農作物貿易不振をはじめとする世界的な需要不足は次第にアメリカ経済へ悪影響を及ぼすようになった。

## 産業

### 農業
広大な土地資源を元に近代的に機械化された大規模農場によって農業は営まれていることが多い。アメリカの穀物輸出量は世界の二割にのぼる。
主な作物の生産を見るとコムギの生産量は世界のおよそ5.8%にあたり世界四位、トウモロコシは31.7%で世界一。大豆の生産量は32.5%で世界二位。綿花は15.0%で世界三位である。オレンジも4.3%で世界五位。牛肉は17.6%で世界一である。豚肉は10.4%で世界二位である（データは2021年度）。
五大湖の南西に広がる地域では開拓農民が家族規模の小規模な農業でとうもろこしや、小麦、牧草などを生産しつつ、牛や豚などの家畜を飼育した。このような混合農業地帯はコーンベルトと呼ばれている。育てられた農作物は貨物列車によって大都市に輸送された。農業規模が大きくなり、企業化が進むにつれ飼料作物を分離して生産する農場と肥育場との分離が進み、合理的な畜産が行われるようになった。しかし、1970年代にはテキサス州北部からネブラスカ州にかけてアメリカ最大の牛肉生産地域が形成された。このような地域ができた要因にはオガララ帯水層と呼ばれる世界最大の地下水資源があり、これを利用したセンターピボット灌漑装置による円形農場が作られ、飼料であるとうもろこしが生産されるようになった。しかし、近年では地下水のくみ上げによる地下水の低下や塩害などによる耕作不能地が増えてきており問題となっている。

### 製造業

#### 軽工業

##### 食品
投資会社Kohlberg Kravis RobertsがM&Aを通じて、事業規模を拡大させたナビスコ、世界中に原液を供給・販売しているペプシコ、ザ コカ・コーラ カンパニー、ベルギーのインベブに2008年買収され傘下に入ったアンハイザー・ブッシュ（バドワイザーのブランド）、ケチャップ生産・販売をコア事業として世界展開しているハインツといった多国籍企業が存在する。
またハンバーガーで有名なマクドナルドやアイスクリーム大手バスキン・ロビンス、スターバックスコーヒーなどに代表されるチェーン店経営も有名である。

#### 重化学工業

##### 輸送用機器

###### 自動車
フォード・モデルTの量産に成功したフォード・モーター、2008年まで約77年間、自動車販売台数世界一であったゼネラルモーターズ（GM）、米国3位のクライスラーがビッグスリーを形成していたが、1980年代にはトヨタ自動車、日産自動車、本田技研工業といった日本の自動車メーカーに性能の面で劣るようになっていき、貿易摩擦にまで発展していった。その後も、米国内で受け入れられる大型のピックアップトラックの生産により活路を見出していたが、貿易摩擦回避のために米国に生産拠点を設置した日本自動車メーカーと比べて人件費が高いこと、全米自動車労働組合に払う企業年金も巨額に上ること、小型化、燃費効率の改善といった消費者のマインドをつなげるような商品を供給できなかったことから、事業の構造改革は進まなかった。そして、世界金融危機 (2007年-)により売上高が急減、資金繰が逼迫することになり、2008年12月には不良資産買い取りプログラム（TARP）7000億ドルの中から、GM、クライスラーはつなぎ融資を受けたものの、2009年4月30日にはクライスラーが、同年6月1日、GMが連邦倒産法第11章の適用を申請、それぞれ、新生クライスラー、新生GMとして歩みだした。

###### 航空機
軍産複合体として、ボーイングが航空機産業の中心を担い、フランスのエアバスと航空機受注競争を世界レベルで行っている。
軍用機開発や宇宙船開発トップのロッキード・マーティンも有名。
宇宙輸送
SpaceX社、ブルーオリジン社などに代表される民間宇宙輸送が次々と設立され、新たな基幹産業となりつつある。

##### 電気機械・電子機器
アジアメーカーの技術力向上によって最終製品の販売額こそ減少しているが、ロジックICに代表されるような高付加価値商品では未だに絶対的な地位を占めている。
また、2007年に発売されたApple社のスマートフォン（iPhone)は世界的ヒット商品となり、今日のスマホブームを引き起こした。
- ゼネラル・エレクトリック、IBM、デル、アップル、ヒューレット・パッカード（IT・コンピュータ）、インテル
- モトローラ（電子機器）

### サービス業

#### 情報・通信業
電話やインターネットなど、近代に主な通信手段として使用されているテクノロジーの発祥地である。関連企業も多く存在しているが、いずれの企業も世界最大規模を誇り高い技術力を持つ。
特にGAFAやFAANG（GAFAにNetflix社を足したもの。）と呼ばれる企業団体は経済的不平等を拡大させるとして、諸外国だけでなく合衆国内部からも批判されている。

##### 通信関連企業
- AT&T（電話）
- ベライゾン・コミュニケーションズ（電話・携帯電話）

##### インターネット関連企業
- グーグル（検索サイト）
- Amazon.com (ECサイト)
- フェイスブック (ソーシャル・ネットワーキング・サービス)
- Netflix(映像ストリーミング配信事業会社)
- ツイッター (ソーシャル・ネットワーキング・サービス)
- マイクロソフト（オペレーティングシステム）
- オラクル（データベース管理システム）（クラウド・コンピューティング）

## 問題

### 国際不均衡

OECD各国の全労働力人口における失業者

アメリカ経済は2003年に5300億ドルの経常赤字を記録している。昨今、この経常赤字の持続可能性が問題視されている。
戦後、ブレトンウッズ体制の下で毎年数十億ドルの貿易黒字が計上されていた。1970年代前半、赤字になる年が出始めたアメリカの貿易収支は、70年代後半になると毎年赤字になり次第に額が膨張していった。1987年には1606億ドルもの経常赤字を計上し、諸外国からインフレを輸出しているとして批判の的となった。その後、国内の不景気と日本の内需拡大からアメリカの経常赤字も減少し1991年には37億ドルの経常黒字となる。しかし、長期好況と世界的な内需不足から再び経常赤字は拡大。ITバブル崩壊後も堅調な個人消費と歳出拡大から経常赤字は拡大する一途である。
経常収支は、国民経済における貯蓄・投資バランスを意味する。消費・投資が活発で経常赤字のアメリカは、貯蓄不足投資過剰により経常赤字となっている。これは資本輸入国であることを意味し、典型的な途上国の経済成長パターンと合致する。つまり、アメリカの経済成長パターンは発展途上国のそれと競合することになるため、幾度か途上国の危機を招く一因となった。

### 資産経済
自前の貯蓄で長く資本ストックを続けてきたアメリカ経済であるが、1980年代から次第に状況が変化していった。このころ、インフレーションの沈静化に伴い金融政策が行なわれた。1970年代におけるインフレーションと高金利で低迷していた株式市場は割安感から一気に上昇を始めた。このため、家計は貯蓄形成を有価証券などの資産に依存するようになった。1980年代の株高はブラックマンデーにより一段落するが、アラン・グリーンスパン率いるFRBの金融政策により大きな衝撃となることは回避された。その後、1994年頃から再び株式市場の騰勢が強まり、1995年以降アメリカの家計貯蓄率は著しく低下した。2000年のITバブル崩壊により株式市場は多くの資産を失ったが、変わって住宅市場が伸張し、家計の資産に依存した貯蓄形成が続いた。これらの資産市場の活況はたびたび訪れた不況のたびにFRBが金融政策を動員し資産市場経由の景気回復を実現してきたことが原因である。この資産経済化がアメリカの貯蓄不足と翻っては国際不均衡の根本要因となっている。

### 財政赤字
1960年代末から、アメリカの積極財政政策は財政赤字の傾向を強めていった。1970年代には、スタグフレーションに対して拡張的な財政政策を用いたために高インフレを招いた。1980年代、レーガノミクスによって減税と軍拡が行なわれた結果、財政赤字は膨張し経常赤字と併せて双子の赤字と呼ばれた。1992年をピークに財政赤字は縮小し始め、1998年にはついに黒字化を達成した。これは、民間投資を刺激し税制を改革した結果である。しかし、ITバブル崩壊により2002年からは再び財政が赤字化し双子の赤字への懸念が再燃している。

### 完全雇用
金融政策と財政政策をミックスしたアメリカの経済政策は常々完全雇用を標榜してきた。これは、大恐慌時に25%の失業率と社会不安を経験し、その打開に苦心したからである。完全雇用は、民主主義国のアメリカにおいては重要な課題である。このため、国内均衡（労働市場の均衡）と国際均衡（貿易の均衡）は天秤にかけられるたびに、国内均衡が選択される結果となってきたが、完全雇用を志向するあまり1960年代末にはインフレーションに火をつけ、それが数々の経済政策の迷走となり現在の諸問題のいくつかの要因になっている。